# Bivouac Comino
Pour les articles homonymes, voir Comino (homonymie).
Le bivouac Comino (nom complet en italien, Bivacco Gianni Comino) est un refuge-bivouac non gardé du versant italien du massif du Mont-Blanc. Il se situe dans le val Ferret, à 2 430 mètres d'altitude, au pied de l'arête sud-est du mont Rouge de Gruetta.
D'une capacité de huit places, il a été construit en 1982 et nommé en l'honneur de l'alpiniste italien Gianni Comino (it), mort en 1980 au versant Brenva du mont Blanc.
Il est atteint à pied en 2 h 30 par un sentier au départ d'Arnouvaz, hameau de Courmayeur.

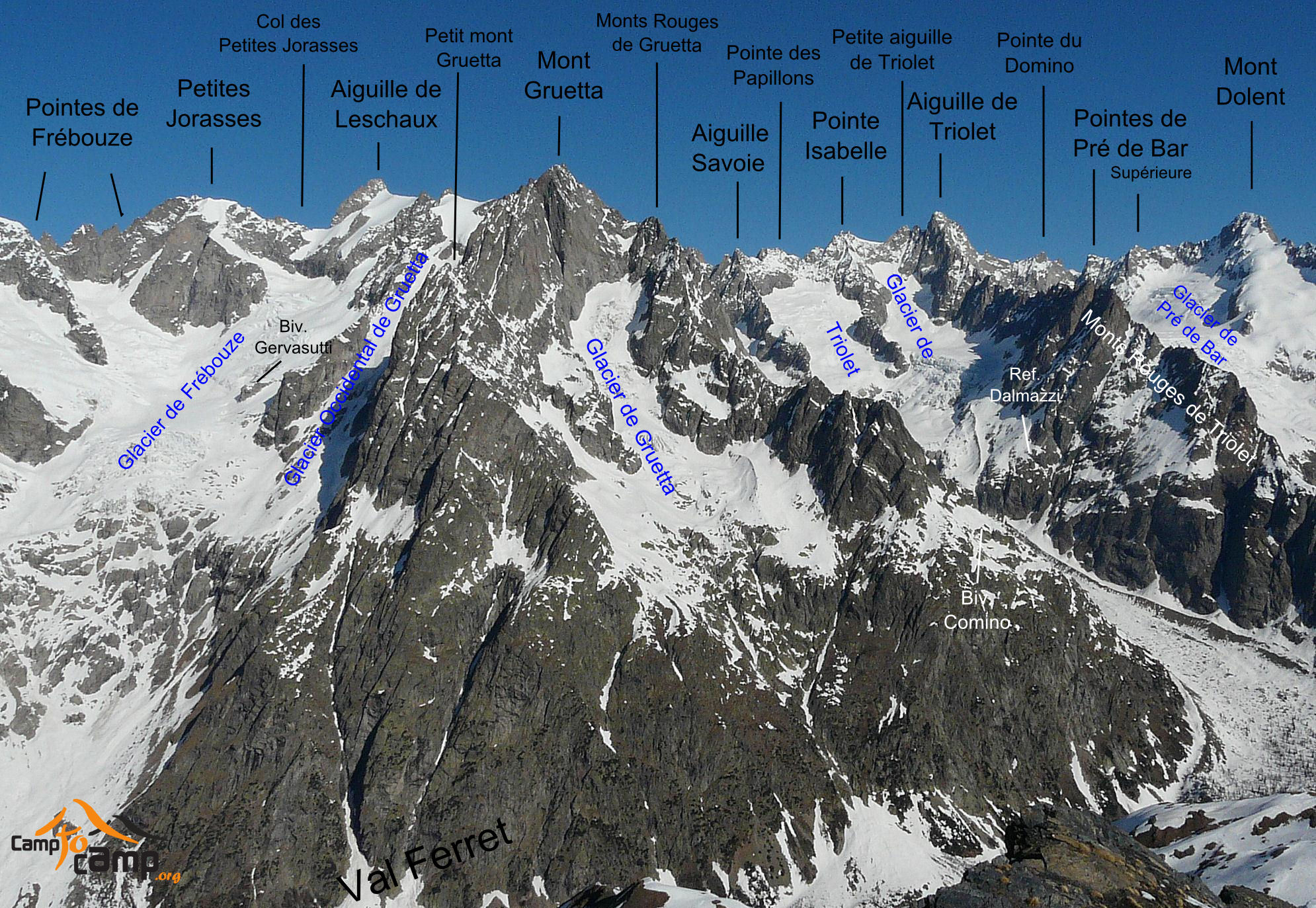
Emplacement du bivouac Comino, au pied du mont Rouge de Gruetta